# Rubén Salazar Gómez
Rubén Salazar Gómez (Bogotá, 22 de septiembre de 1942) es un arzobispo y cardenal católico colombiano. Fue arzobispo de Bogotá, de 2010 a 2020; arzobispo de Barranquilla, de 1999 a 2010 y obispo de Cúcuta, de 1992 a 1999. Presidió la Conferencia Episcopal de Colombia (CEC) en dos periodos: 2008-2011 y 2012-2014. También fue presidente del CELAM, entre 2015 y 2019.

## Biografía
Rubén nació el 22 de septiembre de 1942, en la ciudad colombiana de Bogotá. Hijo de Narsés Salazar Cuartas y Josefina Gómez Villoria. Durante su infancia, la familia se trasladó a Ibagué, donde creció.
Realizó su formación secundaria y el ciclo filosófico en el Seminario Menor de Ibagué.
En la Pontificia Universidad Gregoriana, obtuvo la licenciatura en Teología dogmática y en el Pontificio Instituto Bíblico, la licenciatura en Sagradas Escrituras.
Es políglota, ya que sabe: inglés, latín y alemán.

### Sacerdocio
Su ordenación sacerdotal fue el 20 de mayo de 1967, a manos del obispo José Joaquín Flórez Hernández.
Como sacerdote desempeñó los siguientes ministerios:
- Director espiritual y Profesor del Colegio Tolimense en Ibagué (1967).
- Vicario cooperador de la Parroquia Nuestra Señora del Perpetuo Socorro en Ibagué (1968).
- Capellán del Reformatorio Masculino de Ibagué (1973-1976).
- Profesor de Sagrada Escritura en el Seminario de Ibagué (1972-1986; 1990-1992).[4]
- Párroco del Inmaculado Corazón de María en Ibagué y Capellán del Batallón Rooke (1976-1987).
- Director del Departamento de Pastoral Social de la Conferencia Episcopal de Colombia (1987-1990).
- Miembro del Pontificio Consejo Cor Unum.
- Representante de los países bolivarianos en el Consejo Ejecutivo de Caritas Internationalis.
- Párroco de Ntra. Sra. de Chiquinquirá y vicario de Pastoral (1990-1992).

## Episcopado

### Obispo de Cúcuta
El 11 de febrero de 1992, el papa Juan Pablo II lo nombró obispo de Cúcuta. 
Fue consagrado el 25 de marzo del mismo año, en Ibagué; a manos del arzobispo Paolo Romeo. Tomó posesión canónica de su sede, el 28 del mismo mes.
- Presidente de la Comisión Episcopal de Doctrina de la CEC (1996-1999).

### Arzobispo de Barranquilla
El 18 de marzo de 1999, el papa Juan Pablo II lo nombró arzobispo de Barranquilla. Tomó posesión canónica de su sede, el 15 de mayo del mismo año.
En esta sede, se dio a la tarea de poner en marcha un Proceso de Nueva Evangelización, para que de manera auténtica se experimentara la renovación del Concilio Vaticano II, orientada a una renovación pastoral y social. Es así como al terminar la celebración del Jubileo del 2000, se declaró a la Arquidiócesis de Barranquilla en “Estado de Misión Permanente”. En mayo de 2002 se celebró la Primera Asamblea Arquidiocesana.
- Presidente de la Conferencia Episcopal de Colombia (2008-2011).

### Arzobispo de Bogotá

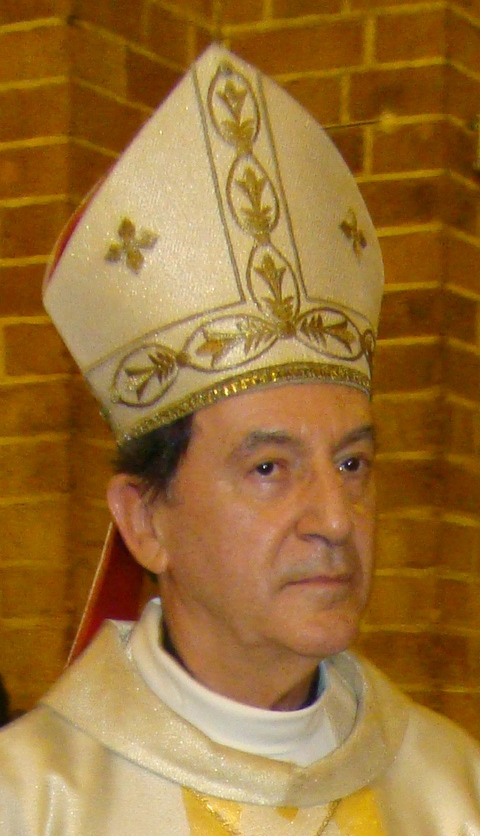
Salazar en 2011.

El 8 de julio de 2010, el papa Benedicto XVI lo nombró arzobispo de Bogotá, y por lo tanto primado de Colombia. Tomó posesión canónica de su sede, el 13 de agosto del mismo año, durante una ceremonia en la catedral primada de Colombia.
- Presidente de la Conferencia Episcopal de Colombia (2012-2014).
- Primer Vicepresidente del CELAM (2011-2015).
- Presidente del CELAM (2015-2019).[2]

### Renuncia
En 2017, presentó su renuncia como lo establece el Código de Derecho Canónico. El 25 de abril de 2020, el papa Francisco aceptó su renuncia, como arzobispo de Bogotá, nombrado a su sucesor al mismo tiempo.

## Cardenalato
El 24 de octubre de 2012, al final de la audiencia general de los miércoles del papa Benedicto XVI, se hizo público que sería creado cardenal. Fue creado cardenal por el papa Benedicto XVI durante el consistorio del 24 de noviembre del mismo año, con el titulus de cardenal presbítero de San Gerardo Maiella.
El 31 de enero de 2013, el papa Benedicto XVI lo nombró miembro de la Pontificia Comisión para América Latina y del Pontificio Consejo para la Justicia y la Paz.
Fue uno de los cardenales electores que participó en el cónclave de 2013 que eligió al papa Francisco.
El 16 de diciembre de 2013, el papa Francisco lo nombró miembro de la Congregación para los Obispos.

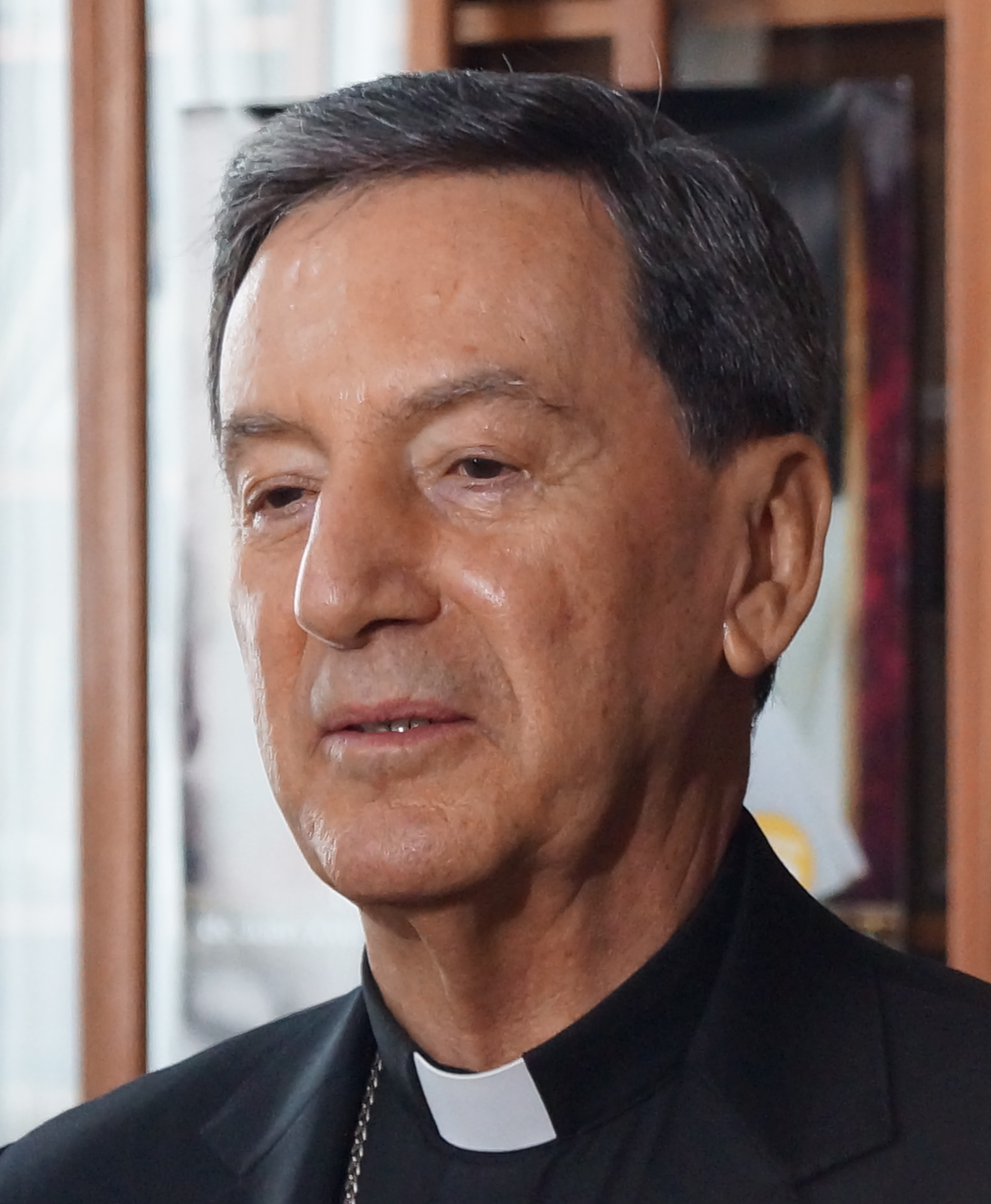
Salazar en marzo de 2014.

El 28 de octubre de 2014, fue nombrado miembro de la Administración del Patrimonio de la Sede Apostólica.
El 16 de diciembre de 2018, fue confirmado como miembro de la Congregación para los Obispos usque ad octogesimum annum.
En marzo de 2022, la cancillería de la arquidiócesis de Bogotá, dio a conocer que Salazar sufrió quebrantos en su salud, a nivel cardiaco, por lo cual fue ingresado en la Clínica Cobos (Bogotá), para realizarle un cateterismo, donde se le implantó un stent. Tras aquello permaneció en cuidados intensivos. Más el reporte médico, informó que "venía evolucionando positivamente”.
En 2022, cumplió 80 años, con lo cual perdió su participación en cualquier eventual cónclave.

## Escudos de armas
|                     |
| Arzobispo de Bogotá |

|          |
| Cardenal |